# Lothar Wellschmied
Lothar Wellschmied (* 22. Januar 1936 in Leipzig) ist ein ehemaliger stellvertretender Hauptabteilungsleiter des Ministeriums für  Staatssicherheit (MfS) der DDR. Er war Erster Stellvertreter des Leiters der Hauptabteilung Kader und Schulung. 

## Leben
Wellschmied schloss sich der SED an, trat in das MfS ein und kam zur Hauptabteilung Kader und Schulung (KuSch). Ein Studium an der Juristischen Hochschule des MfS (JHS) in Potsdam-Eiche schloss er 1971 im Rang eines Hauptmanns als Diplom-Jurist ab. An der gleichen Hochschule wurde er 1987 zum Dr. jur. promoviert. Wellschmied wurde als letzter Oberst des MfS am 2. Oktober 1989 von Erich Honecker zum Generalmajor ernannt. Er war zuletzt Erster Stellvertreter des Leiters der Hauptabteilung Kader und Schulung (KuScH). Zu seinem Anleitungsbereich gehörten die Kader-Abteilungen 1, 2, 3, 4, 5, 12, SV Dynamo sowie die Bezirksverwaltungen Rostock, Schwerin, Neubrandenburg und Frankfurt/Oder. Er lebt in Berlin.